# Sekarteja (Selong)
Sekarteja is een bestuurslaag in het regentschap Oost-Lombok van de provincie West-Nusa Tenggara, Indonesië. Sekarteja telt 10.266 inwoners (volkstelling 2010).